# Kingdonella nigrotibia
Kingdonella nigrotibia är en insektsart som beskrevs av Zheng, Z. 1990. Kingdonella nigrotibia ingår i släktet Kingdonella och familjen gräshoppor. Inga underarter finns listade i Catalogue of Life.